# RTL 2 (Croacia)
RTL 2 es un canal de televisión privado de Croacia, perteneciente a Central European Media Enterprises (CME). Emite series, telerrealidad, documentales y deportes.

## Historia
El canal inició emisiones el 2 de enero de 2011. Inicialmente, el canal se iba a lanzar en 2010. Sin embargo, se pospuso hasta 2011.
El 12 de noviembre de 2019, como parte de la transición nacional a DVB-T2, el canal, junto con sus canales hermanos RTL, RTL Kockica, RTL Passion, RTL Living y RTL Crime; empezó a emitir en HD.

## Programación
- The Big Bang Theory
- Dos hombres y medio
- Modern Family
- CSI: Miami
- Hawaii Five-O
- House
- 2 Broke Girls
- Cold Case
- WWE Raw
- WWE Smackdown
- Jerseylicious
- Studio 45
- RTL Hotspot
- RTL Liga